# Euthycera
Euthycera is een vliegengeslacht uit de familie van de slakkendoders (Sciomyzidae).

## Soorten
- E. alaris Vala, 1983
- E. algira (Macquart, 1849)
- E. alpina (Mayer, 1953)
- E. arcuata (Loew, 1859)
- E. cribrata (Camillo Róndani, 1868)
- E. chaerophylli (Fabricius, 1798)
- E. formosa (Loew, 1862)
- E. fumigata (Scopoli, 1763)
- E. guanchica Frey, 1936
- E. seguyi Vala, 1990
- E. stictica (Fabricius, 1805)
- E. sticticaria (Mayer, 1953)
- E. stichospila (Czerny, 1909)
- E. vockerothi Rozkosny, 1988
- E. zelleri (Loew, 1847)